# کوهباخ
کوهباخ (به آلمانی: Kühbach) یک شهر در آلمان است که در آیشاخ-فریدبرگ واقع شده‌است.